# Clive Lloyd
Sir Clive Hubert Lloyd, CBE (* 31. August 1944 in Georgetown, Guyana) ist ein ehemaliger Cricketspieler, der für das West Indies Cricket Team spielte. Er war Kapitän des Teams bei drei Cricketweltmeisterschaften. 1971 wurde er zu einem der fünf Wisden Cricketers of the Year gewählt.

## Karriere
Clive Lloyd bestritt während seiner Karriere 110 Test Matches, bei denen er insgesamt 7515 Runs erzielte. Er war der erste westindische Cricketspieler, der bei 100 Tests zum Einsatz kam. Bei 74 Tests lief er als Kapitän auf. Bis heute kommt kein anderer westindischer Cricketspieler auf mehr Einsätze als Kapitän. Seinen ersten Test bestritt Lloyd im Dezember 1966 gegen Indien in Mumbai. Bei seinem ersten Test vor heimischem Publikum, in Port of Spain gegen England im Januar 1968, erzielte er seine ersten Test Century (100 oder mehr Runs). Seinen persönlichen Rekord für die meisten erzielten Runs in einem Test Innings (242) stellte Lloyd 1975 gegen Indien in Mumbai auf. Den letzten Einsatz bei einem Test hatte er 1984 gegen Australien in Brisbane. Lloyd bestritt des Weiteren 87 One-Day International Spiele (ODI) für die West Indies, bei denen er insgesamt 1977 Runs erzielte. 81 Mal lief Clive Lloyd bei One-Day Internationals als Kapitän auf. Seinen ersten Einsatz bei einem ODI hatte er im September 1973 gegen England in Leeds. Sein letztes ODI bestritt Lloyd am 6. März 1985 gegen Pakistan in Melbourne. Clive Lloyd gewann mit dem Team der West Indies den Cricket World Cup 1975 und 1979. Im Finale 1975 erzielte er mit 102 Runs einen persönlichen Rekord bei ODIs. Es war zudem das einzige Mal, dass er bei einem ODI einen Century erzielen konnte. 1983 verlor er mit den West Indies das World Cup Finale gegen den Außenseiter Indien.
Clive Lloyd ist ein Mitglied im Bund der Freimaurer. In der New Year Honours List 2020 wurde Lloyd zum Knight Bachelor erhoben.